# Álvaro Santos Pereira
Álvaro Santos Pereira (ur. 7 stycznia 1972 w Viseu) – portugalski ekonomista i nauczyciel akademicki, w latach 2011–2013 minister gospodarki i pracy w rządzie Pedro Passos Coelho.

## Życiorys
Studiował ekonomię na Uniwersytecie w Coimbrze, uzyskał następnie magisterium na University of Exeter. Doktoryzował się w zakresie nauk ekonomicznych na Simon Fraser University w Kanadzie, po czym został wykładowcą tej uczelni, a także University of British Columbia. W pracy naukowej zajął się rozwojem i długoterminowym wzrostem gospodarczym oraz gospodarką Portugalii. Jest autorem publikacji z dziedziny ekonomii, a także książki Portugal na hora da verdade, w której wyłożył przyczyny kryzysu gospodarczego w kraju i propozycje jego rozwiązania. Publikował w portugalskim czasopiśmie gospodarczym „Diário Económico”.
Współpracował z Partią Socjaldemokratyczną w ramach projektu Mais Sociedade. W tworzonym przez Pedra Passosa Coelho nowym rządzie po wyborach w 2011 objął urząd ministra gospodarki i pracy. Sprawował go od czerwca 2011 do lipca 2013.
W 2014 powołany na dyrektora działu naukowego w departamencie gospodarki Organizacji Współpracy Gospodarczej i Rozwoju.
Żonaty, ma troje dzieci. Odznaczony Krzyżem Wielkim Orderu Infanta Henryka (2016).